# NGC 7772
NGC 7772 ist ein offener Sternhaufen im Sternbild Pegasus mit einem Winkeldurchmesser des Kerns von 2 Bogenminuten und einer Entfernung von rund 4900 Lichtjahren von der Erde. NGC 7772 gehört zu den offenen Sternhaufen mit der geringsten Anzahl an Sternen, er besteht nur aus etwa 14 Sternen. Sein Alter wird auf 1,5 Milliarden Jahre geschätzt; es handelt sich vermutlich um den sich in Auflösung befindlichen Überrest eines offenen Sternhaufens.

Der Sternhaufen wurde am 7. Oktober 1825 von John Herschel entdeckt.